# Se llama copla: El desafío
Se llama copla. El desafío es un programa de televisión presentado por Luis Muñoz en su primera edición y por Eva González en su segunda edición y emitido por Canal Sur Televisión para Andalucía y Andalucía Televisión para el resto de España y el mundo. Se trata de dos ediciones especiales del programa Se llama copla, fuera de la cuenta oficial de etapas, protagonizadas por ex-concursantes de las ediciones anuales emitidas hasta entonces, tres en el caso de la primera edición y nueve en el caso de la segunda, en las que se buscaba saber cuál era para el público la mejor de esas tres generaciones (primera edición) y cual era el mejor de las nueve ediciones en su segunda temporada.

## Mecánica
Cada semana se formaban tres equipos de cuatro ex-concursantes de Se llama copla cada uno, representando cada equipo a una de las ediciones anteriores del programa. Cada programa se veían seis retos, cada reto entre dos concursantes de equipos diferentes, en los cuales cada uno cantaba una copla. Al término de cada reto, el jurado elegía con sus votos un ganador, que se ganaba el derecho de repetir en su equipo el programa siguiente, mientras que el perdedor era obligado a abandonar el programa por lo menos durante una semana para ser reemplazado la semana siguiente en su equipo por otro concursante de su misma promoción, aunque podía volver al programa posteriormente. Después, en la segunda parte, cada equipo elegirá entre sus supervivientes a un representante de su edición para un reto final a tres concursantes. El ganador de ese reto final se ganaba una plaza en la gran final. Si el que ganaba el reto ya tenía plaza en la final, podía elegir a uno de sus compañeros de equipo en esa gala para darle ese puesto. En la gala final, tras una serie de retos, se decidía, no un ganador del concurso, sino un equipo ganador, que sería aquel cuyo representante ganara el reto definitivo. Al ganar Alejandra Rodríguez el reto final hizo ganador a todo el equipo de la tercera edición. 
En su segunda temporada, cada semana irían ocho ex-concursantes de entre las nueve ediciones, de los cuales solo uno se convertiría en Finalista al final de la noche.

## 1ª Edición (2010)

### Jurado
El jurado siempre estuvo compuesto de cuatro miembros, aunque dichos miembros fueron rotando cada semana. Pasaron por el jurado en este programa:
- Hilario López Millán
- Pive Amador
- Pepe el Marismeño
- María Jiménez
- Rosario Mohedano
- Sylvia Pantoja
- Lorena Gómez

### Concursantes Finalistas
| Concursantes        | Lugar de residencia | Edición     | Duración edición | Posición edición | Duración | Gala finalista | Información                            |
| ------------------- | ------------------- | ----------- | ---------------- | ---------------- | -------- | -------------- | -------------------------------------- |
| Alejandra Rodríguez | Cádiz               | 3.ª Edición | 196 días         | Ganadora         | 21 días  | Gala 5         | Ganadora (54,88 %) (71,63 %) (54,91 %) |
| Laura Gallego       | Cádiz               | 2.ª Edición | 196 días         | Ganadora         | 49 días  | Gala 9         | 2.ª Finalista (59,26 %) (45,09 %)      |
| María Lozano        | Málaga              | 1.ª Edición | 161 días         | 5.ª Finalista    | 56 días  | Gala 2         | 3.ª Finalista (51,22 %) (28,37 %)      |
| Paco Quintana       | Cádiz               | 3.ª Edición | 147 días         | 3.er Finalista   | 21 días  | Gala 6         | 4º Finalista (66,43 %)                 |
| Miguel Ángel Palma  | Granada             | 2.ª Edición | 196 días         | 4.º Finalista    | 28 días  | Gala 8         | 5.º Finalista (69,87 %)                |
| Erika Leiva         | Cádiz               | 1.ª Edición | 161 días         | 3.ª Finalista    | 42 días  | Semifinal      | 6.ª Finalista (58,46 %)                |
| Antonio Cortés      | Málaga              | 1.ª Edición | 161 días         | 2.º Finalista    | 28 días  | Gala 2         | 7.º Finalista (45,12 %)                |
| Sandra Arco         | Jaén                | 3.ª Edición | 168 días         | 2.º Finalista    | 35 días  | Semifinal      | 8.ª Finalista (40,74 %)                |
| Miriam Domínguez    | Cádiz               | 2.ª Edición | 126 días         | 3.ª Finalista    | 28 días  | Gala 7         | 9.ª Finalista (41,54 %)                |
| Antonia Gómez       | Sevilla             | 2.ª Edición | 14 días          | 1.ª Expulsada    | 21 días  | Gala 3         | 10.ª Finalista (33,57 %)               |
| Juan Calero         | Córdoba             | 1.ª Edición | 84 días          | 10.º Puesto      | 21 días  | Gala 4         | 11.º Finalista (30,13 %)               |
| Nazaret Compaz      | Cádiz               | 3.ª Edición | 77 días          | 4.ª Finalista    | 35 días  | Gala 10        | 12.ª Finalista (48,78 %)               |

### Estadísticas semanales de los Finalistas
|           | Gala 1    | Gala 2    | Gala 3    | Gala 4    | Gala 5    | Gala 6    | Gala 7    | Gala 8    | Gala 9    | Gala 10   | Semifinal | Final | Final          | Final          | Final          |
| --------- | --------- | --------- | --------- | --------- | --------- | --------- | --------- | --------- | --------- | --------- | --------- | ----- | -------------- | -------------- | -------------- |
| Alejandra | Eliminada |           |           |           | Finalista | Duelo     | Eliminada |           | Eliminada |           | Finalista | Duelo | Duelo          | Duelo          | GANADORA       |
| Laura     |           | Duelo     | Regresa   | Eliminada |           | Eliminada |           | Regresa   | Finalista | Regresa   | Finalista | Duelo | Exenta         | Duelo          | 2.ª Finalista  |
| María     |           | Finalista | Regresa   | Regresa   | Regresa   | Regresa   |           | Regresa   | Regresa   | Eliminada | Finalista | Duelo | Duelo          | 3.ª Finalista  | 3.ª Finalista  |
| Paco      |           |           | Duelo     | Eliminado |           | Finalista |           |           | Eliminado |           | Finalista | Duelo | 4.º Finalista  | 4.º Finalista  | 4.º Finalista  |
| M. Ángel  | Regresa   | Regresa   | Eliminado |           |           |           |           | Finalista | Eliminado |           | Finalista | Duelo | 5.º Finalista  | 5.º Finalista  | 5.º Finalista  |
| Erika     |           |           |           | Regresa   | Duelo     | Eliminada |           |           | Duelo     | Duelo     | Finalista | Duelo | 6.ª Finalista  | 6.ª Finalista  | 6.ª Finalista  |
| Antonio   | Finalista | Eliminado |           |           |           |           |           |           | Regresa   |           | Finalista | Duelo | 7.º Finalista  | 7.º Finalista  | 7.º Finalista  |
| Sandra    | Regresa   | Regresa   | Eliminada |           | Eliminada |           |           | Duelo     | Eliminada |           | Finalista | Duelo | 8.ª Finalista  | 8.ª Finalista  | 8.ª Finalista  |
| Miriam    | Duelo     | Eliminada |           |           |           | Regresa   | Finalista | Eliminada |           | Eliminada | Finalista | Duelo | 9.ª Finalista  | 9.ª Finalista  | 9.ª Finalista  |
| Antonia   |           |           | Finalista | Eliminada |           |           |           |           | Regresa   | Eliminada | Finalista | Duelo | 10.ª Finalista | 10.ª Finalista | 10.ª Finalista |
| Juan      |           | Eliminado |           | Finalista | Eliminado |           |           |           |           | Eliminado | Finalista | Duelo | 11.º Finalista | 11.º Finalista | 11.º Finalista |
| Nazaret   |           | Duelo     | Eliminada |           |           |           | Regresa   | Eliminada |           | Finalista | Finalista | Duelo | 12.ª Finalista | 12.ª Finalista | 12.ª Finalista |

## Finalistas
- Alejandra Rodríguez (3.ª edición) (1.er puesto) (Elegida por su edición para los dos grandes retos, ganando ambos. Convirtiendo así a la Tercera Edición en ganadora de Se llama copla: El desafío)
- Laura Gallego (2.ª edición) (2.º puesto) (Elegida por su edición para el gran segundo reto, que lo perdió ante Alejandra Rodríguez, quedando subcampeona la Segunda Edición)
- María Lozano (1.ª edición) (3.er puesto) (Elegida por su edición para el gran primer reto, que lo perdió ante Alejandra Rodríguez, quedando en tercer puesto la Primera Edición)
- Paco Quintana (3.ª edición) (4.º puesto)
- Miguel Ángel Palma (2.ª edición) (5.º puesto)
- Erika Leiva (1.ª edición) (6.º puesto)
- Antonio Cortés (1.ª edición) (7.º puesto) (6.º eliminado, ante Alejandra Rodríguez)
- Sandra Arco (3.ª edición) (8.º puesto) (5.ª eliminada, ante Laura Gallego)
- Miriam Domínguez (2.ª edición) (9.º puesto) (4.ª eliminada, ante Erika Leiva)
- Antonia Gómez (2.ª edición) (10.º puesto) (3.ª eliminada, ante Paco Quintana)
- Juan Calero (1.ª edición) (11.º puesto) (2.º eliminado, ante Miguel Ángel Palma)
- Nazaret Compaz (3.ª edición) (12.º puesto) (1.ª eliminada, ante María Lozano –era el tercer reto al que se sometían las dos juntas a lo largo de todo el Desafío–)

## Otros concursantes
| Concursantes        | Lugar de residencia | Edición     | Duración         | Información              |
| ------------------- | ------------------- | ----------- | ---------------- | ------------------------ |
| Verónica Carmona    | Granada             | 3.ª edición | 105 días         | 5.ª finalista (27,58 %)  |
| Álvaro López        | Sevilla             | 3.ª edición | 182 días         | 6.º puesto               |
| Laura Mª Larrea     | Córdoba             | 3.ª edición | 175 días         | 7.º puesto               |
| Abraham Ruíz        | Cádiz               | 3.ª edición | 77 días/28 días  | 5.º eliminado/8.º puesto |
| Raquel Peña         | Sevilla             | 3.ª edición | 28 días          | 9.º puesto               |
| Juan Carlos Mata    | Cádiz               | 3.ª edición | 147 días         | 10.º puesto              |
| Selene Molina       | Málaga              | 3.ª edición | 119 días         | 7.ª eliminada            |
| Inmaculada Paniagua | Sevilla             | 3.ª edición | 28 días          | 6.ª eliminada            |
|                     |                     |             |                  |                          |
| Inmaculada del Río  | Córdoba             | 2.ª edición | 140 días         | 5.ª finalista (42,0 %)   |
| Gloría Romero       | Córdoba             | 2.ª edición | 168 días         | 6.º puesto               |
| Nicolás García      | Cádiz               | 2.ª edición | 175 días         | 7.º puesto               |
| Cristina Romera     | Jaén                | 2.ª edición | 112 días/28 días | 6.ª eliminada/8.º puesto |
| Rocío Guerra        | Sevilla             | 2.ª edición | 161 días         | 9.º puesto               |
| Jonás Campos        | Sevilla             | 2.ª edición | 154 días         | 10.º puesto              |
| Sergio Pérez        | Málaga              | 2.ª edición | 14 días          | 11.º puesto              |
| Sara de la Cruz     | Cádiz               | 2.ª edición | 49 días          | 3.ª eliminada            |
| Mª Luisa España     | Córdoba             | 2.ª edición | 35 días          | 4.ª eliminada            |
|                     |                     |             |                  |                          |
| Rosa Marín          | Sevilla             | 1.ª edición | 161 días         | 4.ª finalista (36,0 %)   |
| Maite Moreno        | Cádiz               | 1.ª edición | 154 días         | 6.º puesto               |
| Mª Carmen Abad      | Córdoba             | 1.ª edición | 28 días/35 días  | 6.ª eliminada/7.º puesto |
| Gema Carrasco       | Córdoba             | 1.ª edición | 140 días         | 8.º puesto               |
| Mª Ángeles Marín    | Cádiz               | 1.ª edición | 35 días          | 9.º puesto               |
| Joaquín Sáez        | Córdoba             | 1.ª edición | 119 días         | 11.º puesto              |

## Curiosidades
- En la gala 6: Paco Quintana, a pesar de haber sido eliminado fue finalista, ya que Alejandra se presentó al reto a tres (aunque la semana anterior ya consiguió ser finalista) y lo ganó, estando el resto de sus compañeros de edición eliminados y debía de ceder la plaza a alguno de ellos.
- En la Semifinal: Erika fue finalista gracias al puesto que daba el jurado
- A María Lozano se le considera la "Retéitor" por haber ganado 7 retos, y haber perdido solo uno (el último que hizo, y la única vez eliminada, en la gala 10). Solo en la gala 7 estuvo ausente por asistir a su romería.
- El reto más repetido ha sido el de Nazaret Compaz y María Lozano, en tres ocasiones: Gala 3 (ganó María), Gala 10 (ganó Nazaret) y Gran Final (ganó María).
- En la gala 9, los cuatro concursantes de la Tercera Edición quedaron descalificados, por lo que en el reto a tres de ese día, no hubo representante de esta edición.

## 2ª Edición (2016)

### Jurado
- Enrique de Miguel
- Ana del Río
- Diego Benjumea
- Raquel Duque "La Bruja"
- José Miguel Álvarez
- Mª José Santiago
- Arcángel
- Felipe Conde
- Marta Quintero
- Pive Amador

### Concursantes Finalistas
| Concursantes       | Lugar de residencia                | Edición     | Gala finalista | Información                                 |
| ------------------ | ---------------------------------- | ----------- | -------------- | ------------------------------------------- |
| Javier Guarnido    | Villaverde del Río, Sevilla        | 8.ª Edición | Gala 5         | Ganador (14,88 %) (28,93 %) (59,17 %)       |
| Cintia Merino      | Sanlúcar de Barrameda, Cádiz       | 5.ª Edición | Gala 4         | 2.ª Finalista (14,38 %) (28,27 %) (40,83 %) |
| Manuel Cribaño     | Peñaflor, Sevilla                  | 5.ª Edición | Gala 6         | 3.er Finalista (15,13 %) (22,59 %)          |
| María Lozano       | Málaga                             | 1.ª Edición | Gala 3         | 4.ª Finalista (13,44 %) (10,15 %)           |
| Miguel Ángel Palma | El Almendral de Zafarraya, Granada | 2.ª Edición | Semifinal      | 5.° Finalista (15,87 %) (10,06 %)           |
| Jonás Campos       | Sevilla                            | 2.ª Edición | Gala 1         | 6.° Finalista (13,39 %)                     |
| Ana Pilar Corral   | Úbeda, Jaén                        | 5.ª Edición | Gala 2         | 7.ª Finalista (12,91 %)                     |

### Estadísticas semanales de los Finalistas
|         | Gala 1    | Gala 2    | Gala 3    | Gala 4    | Gala 5    | Gala 6    | Semifinal | Final     | Final     | Final   |
| ------- | --------- | --------- | --------- | --------- | --------- | --------- | --------- | --------- | --------- | ------- |
| Javier  |           |           |           |           | Finalista |           |           | Finalista | Finalista | Ganador |
| Cintia  |           |           |           | Finalista |           |           |           | Finalista | Finalista | Segunda |
| Manuel  |           |           |           |           |           | Finalista |           | Finalista | Tercero   |         |
| María   |           |           | Finalista |           |           |           |           | Finalista | Cuarta    |         |
| M.Ángel |           |           |           |           |           |           | Finalista | Finalista | Quinto    |         |
| Jonás   | Finalista |           |           |           |           |           |           | Sexto     |           |         |
| Ana     |           | Finalista |           |           |           |           |           | Séptima   |           |         |

### Finalistas
- Javier Guarnido: (8.ª Edición) (1.er puesto) (Ganador del Gran Reto Final)
- Cintia Merino: (5.ª Edición) (2.° puesto) (Perdedora del Gran Reto Final)
- Manuel Cribaño: (5.ª Edición) (3.er puesto) (Eliminado en la segunda fase)
- María Lozano: (1.ª Edición) (4.° puesto) (Eliminada en la segunda fase)
- Miguel Ángel Palma: (2.ª Edición) (5.° puesto) (Eliminado en la segunda fase)
- Jonás Campos: (2.ª Edición) (6.° puesto) (Eliminado en la primera fase)
- Ana Pilar Corral (5.ª Edición) (7.° puesto) (Eliminada en la primera fase)

### Gran Final (04/06/2016)

#### Primera fase
- Miguel Ángel Palma, Déjala correr: 1.er puesto
- Manuel Cribaño, Alegrías de la Macarrona: 2.° puesto
- Javier Guarnido, Alegrías de Sevilla: 3.er puesto
- Cintia Merino, Punto de partida: 4.° puesto
- María Lozano, Como las alas al vientos: 5.° puesto
- Jonás Campos, Señora: 6.° puesto (Eliminado)
- Ana Pilar Corral, Amor marinero: 7.° puesto (Eliminada)

#### Segunda fase
- Javier Guarnido, Pena, penita, pena: 1.er puesto
- Cintia Merino, La encrucijada: 2.° puesto
- Manuel Cribaño, Los boquerones del Alba:  3.er puesto (Eliminado)
- María Lozano, Romance de Zamarrilla: 4.° puesto (Eliminada)
- Miguel Ángel Palma, Callejuela sin salida: 5.° puesto (Eliminado)

#### Gran Reto Final
- Javier Guarnido, Embrujao por tu querer: 59,17 % de los votos (Ganador)
- Cintia Merino, Cuchillito de agonía: 40,83 % de los votos (Subcampeona)

### Semifinal (28/05/2016)
- Miguel Ángel Palma: 1.er puesto (Retante)
- Inés Robles: 2.° puesto (Retante)
- Rocío Recio: 3.er puesto
- Mireya Bravo: 4.° puesto
- Raquel Zapico: 5.° puesto
- Carmen Ramos: 6.° puesto
- Mary Vico: 7.° puesto
- Isabel Mª Geniz: 8.° puesto

Reto final
- Miguel Ángel Palma, Ay Maricruz: 75,98 % de los votos (Finalista)
- Inés Robles, Ay Maricruz: 24,02 % de los votos (Eliminada)

### Gala 6
- Manuel Cribaño: 1.er puesto (Retante)
- Gloria Romero: 2.° puesto (Retante)
- Eugenia Sánchez: 3.er puesto
- Miriam Domínguez: 4.° puesto
- Mª Carmen Abad: 5.° puesto
- Beatriz Leva: 6.° puesto
- Joaquín Sáez: 7.° puesto
- Abraham Ruiz: 8.° puesto

Reto final
- Manuel Cribaño, La luna y el toro: 58,72 % de los votos (Finalista)
- Gloria Romero, La luna y el toro: 42,28 % de los votos (Perdedora)

### Gala 5
- Jesús González: 1.er puesto (Retante)
- Javier Guarnido: 2.° puesto (Retante)
- Anaraida Sánchez: 3.er puesto
- Eli Silva: 4.° puesto
- Maite Moreno: 5.° puesto
- Álvaro Camacho: 6.°puesto
- Carmen Cinta: 7.° puesto
- Carolina Barroso: 8.° puesto

Reto final
- Javier Guarnido, Rocío: 78,67 % de los votos (Finalista)
- Jesús González, Rocío: 21,33 % de los votos (Perdedor)

### Gala 4
- Ana M.ª Bernal: 1.er puesto (Retante)
- Cintia Merino: 2.° puesto (Retante)
- Tomás Rivera: 3.er puesto
- Sara de la Cruz: 4.° puesto
- Laura Mª Larrea: 5.° puesto
- Lola Vega: 6.° puesto
- Remedios Castro: 7.° puesto
- Raúl Aragón: 8.° puesto

Reto final
- Cintia Merino, A tu vera: 51,79 % de los votos (Finalista)
- Ana M.ª Bernal, A tu vera: 48,21 % de los votos (Perdedora)

### Gala 3
- María Lozano: 1.er puesto (Retante)
- Rocío González: 2.° puesto (Retante)
- Naomi Santos: 3.er puesto
- Juan Manuel Jerez: 5.° puesto
- Nicolás García: 4.° puesto
- Mari Ángeles Marín: 6.° puesto
- Juan Carlos Mata: 7.° puesto
- May Vargas: 8.° puesto

Reto final
- María Lozano, La Zarzamora: 58,73 % de los votos (Finalista)
- Rocío González, La Zarzamora: 41,27 % de los votos (Perdedora)

### Gala 2
- Ana Pilar Corral: 1.er puesto (Retante)
- Sandra Arcos: 2.° puesto (Retante)
- Ismael Rodríguez: 3.er puesto
- Cristina Romera: 4.° puesto
- Elena Romera: 5.° puesto
- Toñi Ronquillo: 6.° puesto
- Juan Calero: 7.° puesto
- Isabel Rico: 8.° puesto

Reto final
- Ana Pilar Corral, Te lo juro yo: 51,27 % de los votos (Finalista)
- Sandra Arco, Te lo juro yo: 48,73 % de los votos (Perdedora)

### Gala 1
- Jonás Campos: 1.er puesto (Retante)
- Ismael Carmona: 2.° puesto (Retante)
- Patricia del Río: 3.er puesto
- Rosa Marín: 4.° puesto
- Mª Antonia Tenorio: 5.° puesto
- Francisco Miralles: 6.° puesto
- Rocío Guerra: 7.° puesto
- Sandra Acal: 8.° puesto

Reto final
- Jonás Campos, Ojos verdes: 52,84 % de los votos (Finalista)
- Ismael Carmona, Ojos verdes: 47,16 % de los votos (Perdedor)